# 天主教帕斯托教區
天主教帕斯托教區（拉丁語：Dioecesis Pastopolitana）是哥倫比亞一個羅馬天主教教區，屬波帕揚總教區。
教區成立於1927年4月10日，位於納里尼奧省東北部，包括廿五市。2004年有教友650,000人（佔轄區總人口89.0%）、六十二個堂區、133名司鐸。現任教區主教為胡里奧·亨利·普拉多·博拉尼奧斯。